# Nemzetközi költöztetés
A nemzetközi költöztetés olyan komplex szolgáltatás, amely magánszemélyek vagy vállalatok ingóságainak országok közötti mozgatását foglalja magában. A szolgáltatás tipikusan kiterjed a csomagolásra, szállításra, vámügyintézésre, biztosításra, raktározásra, valamint egyre gyakrabban ún. relokációs szolgáltatásokra is, amelyek segítik az új országba való beilleszkedést.

## Történeti áttekintés
A nemzetközi költöztetés, mint iparág, a 20. század közepétől kezdett önállóan fejlődni, különösen a második világháború utáni mobilitási hullámot követően. A globalizáció, a multinacionális vállalatok terjedése és a nemzetközi munkaerő-mozgás fokozódása új igényeket támasztott a strukturált és professzionális költöztetési szolgáltatásokkal szemben.

### A magyarországi fejlődés
Magyarországon a rendszerváltás előtt a nemzetközi költöztetést erősen szabályozták. Ebben az időszakban a magyarországi nagykövetségek és diplomáciai szervezetek költözéseit jellemzően Bécsből, nyugat-európai központokból szolgálták ki.
A rendszerváltás után a magyar piacon is megjelentek nemzetközi hátterű vagy magyar alapítású költöztető cégek, amelyek fokozatosan kapcsolódtak be a nemzetközi ellátási láncokba. Az 1990-es évektől kezdve egyre több magyar vállalat lett tagja nemzetközi szakmai szervezeteknek, és kezdett együttműködni nyugat-európai partnerekkel.

## Szolgáltatási elemek
A nemzetközi költöztetés jellemzően a következő elemekből áll:
- teljes körű csomagolás és bútorvédelem,
- közúti, tengeri vagy légi szállítás,
- vámügyintézés és dokumentáció,
- biztosítás,
- raktározás (rövid vagy hosszú távra),
- relokációs szolgáltatások (pl. lakáskeresés, iskolakeresés, vízumügyintézés)

## Szakmai szervezetek
A nemzetközi költöztetési és relokációs szektort számos európai és globális szervezet fogja össze, amelyek minősítik a szolgáltatókat és meghatározzák a szakmai sztenderdeket:
- FIDI (Fédération Internationale des Déménageurs Internationaux)
- IAM (International Association of Movers)
- EuRA (European Relocation Association)
- one group – független európai együttműködés nemzetközi költöztető és relokációs cégek között

## Fenntarthatóság és környezetvédelem
A nemzetközi költöztetési szolgáltatók körében egyre nagyobb hangsúlyt kap a környezetvédelem és a fenntarthatóság. Számos vállalat csökkenti a karbonlábnyomát elektromos járművek, fenntartható csomagolóanyagok és digitális adminisztráció révén. A cégek egy része rendelkezik független minősítéssel, például az Ecovadis tanúsítványával, amely igazolja a fenntarthatóság, etikus működés és társadalmi felelősségvállalás iránti elkötelezettséget.

## Kapcsolódó szócikk
- Szállítmányozás